# Dorfkirche Kanin (Beelitz)

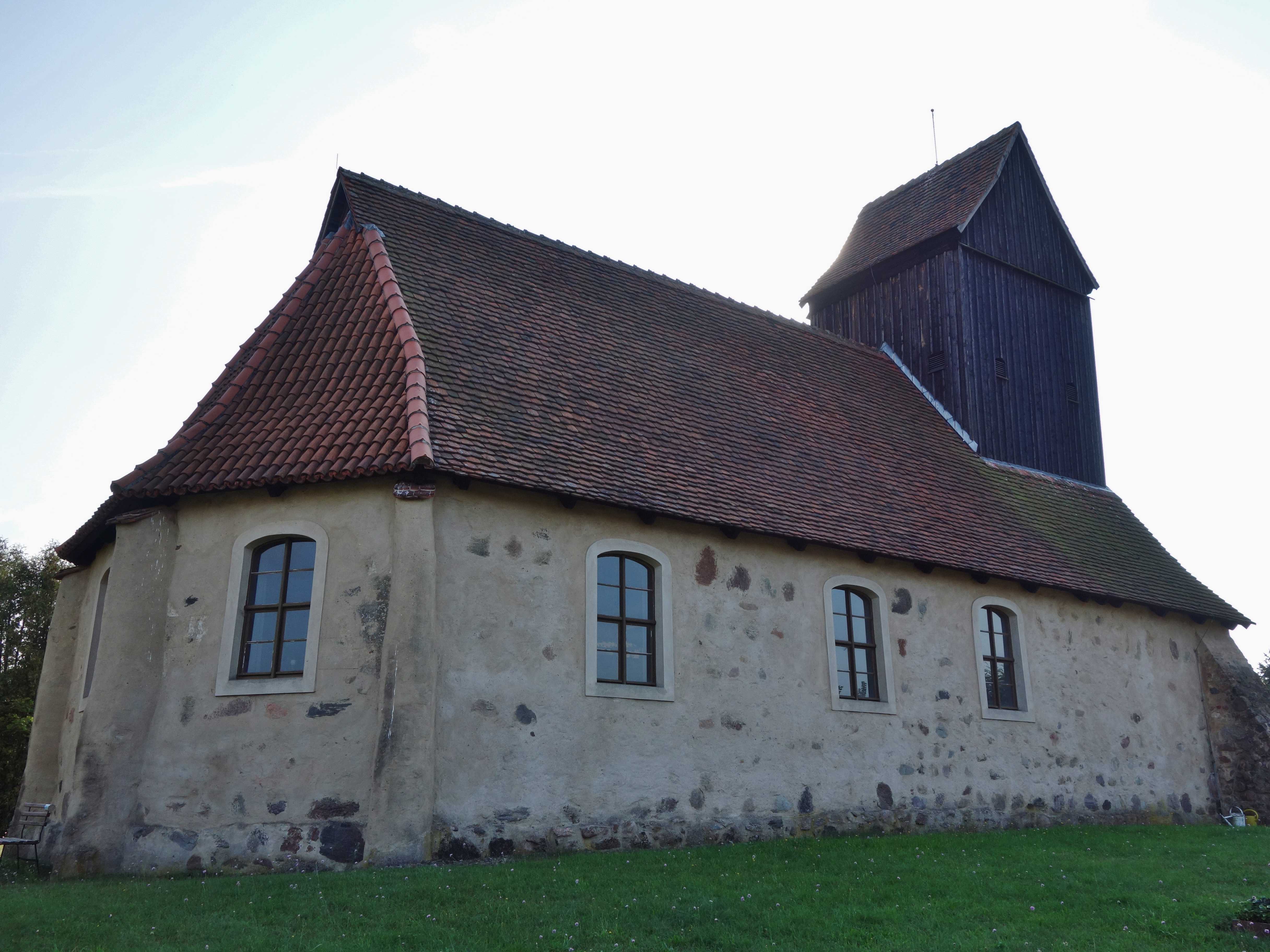
Dorfkirche Kanin

Die Dorfkirche Kanin ist eine denkmalgeschützte evangelische Kirche, in Kanin, einer Ortslage von Busendorf, einem Gemeindeteil der Stadt Beelitz im Landkreis Potsdam-Mittelmark. Die Kirche ist in der Denkmalliste des Landes Brandenburg unter der ID-Nr. 09190115 eingetragen.

## Beschreibung
Die Saalkirche aus geschlämmten Feldsteinen wurde um 1400 gebaut. Sie besteht aus einem Langhaus mit einem dreiseitigen Abschluss im Osten, der von Strebepfeilern gestützt wird. Im Westen erhebt sich aus dem Satteldach ein querrechteckiger, holzverschalter Dachturm, dessen Bau das nachträgliche Abstützen der Westwand zur Folge hatte. In seinem Glockenstuhl hängt eine mittelalterliche Kirchenglocke.
Der Innenraum ist mit einer Holzbalkendecke überspannt, die 1696 mit Beschlagwerk dekoriert wurde. An der Nordwand sind Reste von spätgotischen Wandmalereien vorhanden, auf denen der Einzug in Jerusalem zu erkennen ist. Emporen befinden sich an der West- und an der Südseite. Das von gewundenen Säulen flankierte Altarretabel vom Ende des 17. Jahrhunderts zeigt das Abendmahl, die Kreuzigung und die Auferstehung. Die polygonale Kanzel und ihr Schalldeckel sind mit Knorpelwerk dekoriert.
Die Orgel mit sechs Registern, zwei Manualen und einem Pedal wurde 1926 von Alexander Schuke als Opus 109 gebaut.